# Бараново (Ленинградская область)
Бараново — деревня в Серебрянском сельском поселении Лужского района Ленинградской области.

## История
Деревня Баранова упоминается на карте Санкт-Петербургской губернии Ф. Ф. Шуберта 1834 года.

БАРАНОВО — деревня принадлежит штабс-ротмистру Николаю Смирнову, число жителей по ревизии: 55 м. п., 58 ж. п. (1838 год)

В середине XIX века в деревне была возведена деревянная часовня.
Деревня Баранова отмечена на карте профессора С. С. Куторги 1852 года.

БАРАНОВО — деревня господ Смирновых, по просёлочной дороге, число дворов — 13, число душ — 51 м. п. (1856 год)

БАРАНОВО — деревня, число жителей по X-ой ревизии 1857 года: 57 м. п., 42 ж. п.

БАРАНОВО — деревня владельческая при озере безымянном, число дворов — 13, число жителей: 52 м. п., 50 ж. п. (1862 год)

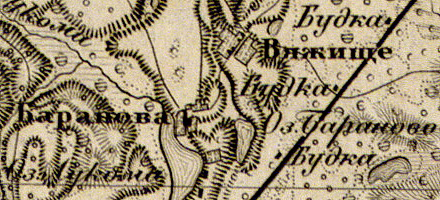
Деревня Бараново на карте 1863 года

Согласно карте из «Исторического атласа Санкт-Петербургской Губернии» 1863 года деревня называлась Баранова.
В 1869—1870 году временнообязанные крестьяне деревни выкупили свои земельные наделы у А. Е. Андреевой и стали собственниками земли.
В 1870 году временнообязанные крестьяне выкупили свои земельные наделы у А. Ф. Сеславина.
Согласно подворной описи 1882 года:

БАРАНОВО — деревня Карповского общества Кологородской волости
  
домов — 40, душевых наделов — 58, семей — 31, число жителей — 81 м. п., 68 ж. п.; разряд крестьян — собственники

Согласно материалам по статистике народного хозяйства Лужского уезда 1891 года имение при селении Бараново площадью 593 десятины принадлежало губернскому секретарю В. Н. Зажигину, имение было приобретено в 1884 году за 5200 рублей.
В XIX — начале XX века, деревня административно относилась к Кологородской волости 4-го земского участка 4-го стана Лужского уезда Санкт-Петербургской губернии.
По данным «Памятной книжки Санкт-Петербургской губернии» за 1905 год, деревня Бараново входила в Корповское сельское общество.
В 1917 году деревня Бараново входила в состав Кологородской волости Лужского уезда.
С 1918 года, в составе Барановского сельсовета Смердовской волости.
С 1923 года, составе Кологородской волости.
С 1924 года, составе Смердовского сельсовета.

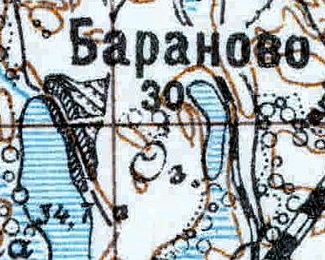
Деревня Бараново карте 1926 года

Согласно топографической карте 1926 года деревня насчитывала 30 дворов.
С февраля 1927 года, в составе Лужской волости, с августа 1927 года — Лужского района.
По данным 1933 года деревня Бараново входила в состав Смердовского сельсовета Лужского района.
В 1940 году население деревни Бараново составляло 138 человек.
Деревня была освобождена от немецко-фашистских оккупантов 14 февраля 1944 года.
В 1958 году население деревни Бараново составляло 50 человек.
По данным 1966 года деревня Бараново также входила в состав Смердовского сельсовета.
По данным 1973 и 1990 годов деревня Бараново входила в состав Серебрянского сельсовета.
В 1997 году в деревне Бараново Серебрянской волости проживали 5 человек, в 2002 году — 16 человек (все русские).
В 2007 году в деревне Бараново Серебрянского СП проживали 4 человека.

## География
Деревня расположена в южной части района близ автодороги 41К-146 (Городок — Серебрянский).
Расстояние до административного центра поселения — 18 км.
Деревня находится к западу от железнодорожной линии Луга — Псков. Ближайший остановочный пункт — платформа 147 км. Расстояние до ближайшей железнодорожной станции Луга I — 14 км.
Деревня расположена на северном берегу озера Лукома.

## Демография
| 1838 | 1862 | 1940 | 1958 | 1997 | 2007 | 2010 |
| ---- | ---- | ---- | ---- | ---- | ---- | ---- |
| 113  | ↘102 | ↗138 | ↘50  | ↘5   | ↘4   | ↗11  |
| 2017 |      |      |      |      |      |      |
| →11  |      |      |      |      |      |      |

## Достопримечательности
Селище XI—XIII века у юго-западной окраины деревни на озере Барановец.

## Улицы
Вербная, Озёрная, Полевая, Солнечная.